# Vera Henriksen
Vera Henriksen (* 22. März 1927 in Oslo; † 23. Mai 2016) war eine norwegische Schriftstellerin. 
Zwischen 1946 und 1963 lebte Henriksen in den USA und studierte dort Architektur und Kunstgeschichte. Viele ihrer Bücher spielen im Mittelalter oder anderen historischen Epochen. Mehrere Bücher haben den problematischen Übergang zum Christentum zum Inhalt. 1961 erschien der erste Band (Sølvhammeren-  Der silberne Hammer) der erfolgreichen Sigrid-Trilogie.  Die folgenden Bände Jærtegn und Helgekongen erschienen 1962 und 1963.

## Werke
- Dronningsagaen (Roman, Aschehoug) 2011
- Sigvat (Lyrik, Aschehoug) 2007
- Jarlefeiden (Roman) 2003
- Ildens sang (Roman) 2002
- Klangen av en lutt (Roman) 2001
- Veodalen (Fakten) 2001
- Stavkjerringa (Roman) 1997
- Luftforsvarets historie: Bind 2: Fem år i utlegd (Sachprosa) 1996
- Luftforsvarets historie. Bind 1: Fra opptakt til nederlag (Sachprosa) 1994
- Selja og Stad (Sachprosa) 1992
- Skipet uten drage. Vest i havet (Jugendbuch) 1992
- Skipet uten drage. Månesteinen (Jugendbuch) 1991
- Skipet uten drage. Olav ulvunge (Jugendbuch) 1990
- Silhuetter mot hvitt lys (Roman) 1990
- Bodvars saga. Ravn og due (Roman) 1989
- Mot en verdens ytterste grense. Vest for storhavet - Grønland og Vinland (Sachprosa) 1988
- Eventyrsagaen (Kinderbuch) 1988
- Rekviem for et lite dampskip (Roman) 1988
- Under seil mot det ukjente (Sachprosa) 1987
- Runekorset (Roman) 1986
- Hellig Olav (Sachprosa) 1985
- Verdenstreet. Mennesker og makt i Odins tid. (Sachprosa) 1984
- Bodvars saga. Spydet (Roman) 1984
- Bodvars saga. Odins ravner (Roman) 1983
- Skjebneveven (Sachprosa) 1982
- Med skip til lands og vanns (Sachprosa) 1981
- Sagaens kvinner (Sachprosa) 1981
- Kongespeil (Roman) 1980
- Dronningsagaen (Roman) 1979
- Riksseglet (Dramatik) 1978
- Skjærsild (Roman) 1977
- Staupet (Roman) 1975
- Sverdet (Dramatik) 1974
- Blåbreen (Roman) 1973
- Asbjørn Selsbane (Dramatik) 1972
- Pilgrimsferd (Roman) 1971
- Trollsteinen (Roman) 1970
- Vargtid. Selshemnaren (Dramatik) 1968
- Glassberget (Roman) 1966
- Helgekongen (Roman) 1963
- Jærtegn (Roman) 1962
- Sølvhammeren (Roman) 1961

## Preise
- 1962: Bokhandlerprisen (Buchhändlerpreis)
- 1973: Sarpsborgprisen
- 1978: Mads Wiel Nygaards legat
- 1988: Riksmålsforbundets barne- og ungdomsbokpris